# Изобретательная влюблённая
«Изобретательная влюблённая» (исп. La discreta enamorada) — комедия испанского драматурга Лопе де Веги, написанная предположительно между 1604 и 1618 годами. Эта датировка связана с упоминанием пьесы в списке, приложенном ко второму изданию романа Лопе «Странник в своём отечестве» (1618) и отсутствием такого упоминания в первом издании (1604).
Источником сюжетного материала для комедии стала одна из новелл в составе «Декамерона» Боккаччо. При этом действие перенесено в Испанию времён Лопе, и сделано это, по словам литературоведа К. Державина, «с большим реалистическим мастерством».